# Bannes (Mayenne)
Bannes és un municipi francès situat al departament de Mayenne i a la regió de País del Loira. L'any 2007 tenia 136 habitants.

## Demografia

### Població
El 2007 la població de fet de Bannes era de 136 persones. Hi havia 56 famílies de les quals 16 eren unipersonals (8 homes vivint sols i 8 dones vivint soles), 16 parelles sense fills, 16 parelles amb fills i 8 famílies monoparentals amb fills.
La població ha evolucionat segons el següent gràfic:
Habitants censats

### Habitatges
El 2007 hi havia 69 habitatges, 53 eren l'habitatge principal de la família, 9 eren segones residències i 6 estaven desocupats. 68 eren cases i 1 era un apartament. Dels 53 habitatges principals, 40 estaven ocupats pels seus propietaris, 12 estaven llogats i ocupats pels llogaters i 1 estava cedit a títol gratuït; 1 tenia una cambra, 2 en tenien dues, 10 en tenien tres, 15 en tenien quatre i 26 en tenien cinc o més. 36 habitatges disposaven pel capbaix d'una plaça de pàrquing. A 28 habitatges hi havia un automòbil i a 24 n'hi havia dos o més.

### Piràmide de població
La piràmide de població per edats i sexe el 2009 era:
| Homes | Edats   | Dones |
| ----- | ------- | ----- |
| 0     | 95 o +  | 0     |
| 0     | 90 a 94 | 0     |
| 0     | 85 a 89 | 0     |
| 0     | 80 a 84 | 4     |
| 4     | 75 a 79 | 4     |
| 0     | 70 a 74 | 0     |
| 8     | 65 a 69 | 4     |
| 0     | 60 a 64 | 0     |
| 4     | 55 a 59 | 0     |
| 4     | 50 a 54 | 4     |
| 4     | 45 a 49 | 4     |
| 0     | 40 a 44 | 12    |
| 8     | 35 a 39 | 4     |
| 4     | 30 a 34 | 0     |
| 0     | 25 a 29 | 4     |
| 4     | 20 a 24 | 0     |
| 12    | 15 a 19 | 16    |
| 0     | 10 a 14 | 8     |
| 0     | 5 a 9   | 8     |
| 8     | 0 a 4   | 0     |

## Economia
El 2007 la població en edat de treballar era de 81 persones, 58 eren actives i 23 eren inactives. De les 58 persones actives 53 estaven ocupades (27 homes i 26 dones) i 5 estaven aturades (1 home i 4 dones). De les 23 persones inactives 9 estaven jubilades, 7 estaven estudiant i 7 estaven classificades com a «altres inactius».

### Ingressos
El 2009 a Bannes hi havia 54 unitats fiscals que integraven 139 persones, la mediana anual d'ingressos fiscals per persona era de 14.766 €.

### Activitats econòmiques
L'any 2000 a Bannes hi havia 18 explotacions agrícoles que ocupaven un total de 1.079 hectàrees.

## Poblacions més properes
El següent diagrama mostra les poblacions més properes.